# Айспуру, Эктор
Эктор М. Айспуру Ольгуин (исп. Héctor Aizpuro; 10 октября 1940, Монтеррей — 8 мая 2025) — мексиканский баскетболист. Участник летних Олимпийских игр 1960 года.

## Биография
Эктор Айспуру родился 10 октября 1940 года в мексиканском городе Монтеррей.
В 1959 году участвовал в чемпионате мира в Сантьяго, где сборная Мексики по баскетболу заняла последнее, 13-е место. Айспуру провёл 3 матча, набрал 6 очков (5 в матче со сборной Канады, 1 — с СССР).
В том же году выступал в баскетбольном турнире Панамериканских игр в Чикаго, где мексиканцы заняли 4-е место.
В 1960 году вошёл в состав сборной Мексики по баскетболу на летних Олимпийских играх в Риме, занявшей 12-е место. Провёл 8 матчей, набрал 4 очка (по два в матчах со сборными Испании и Франции).
В 1963 году окончил Монтеррейский технологический институт.
Умер 8 мая 2025 года в возрасте 84 лет.

## Увековечение
В 1993 году был введён в Зал славы Монтеррейского технологического института.